# Ochthebius sanabrensis
Ochthebius sanabrensis är en skalbaggsart som beskrevs av Valladares och Manfred A. Jäch 2008. Ochthebius sanabrensis ingår i släktet Ochthebius och familjen vattenbrynsbaggar. Inga underarter finns listade i Catalogue of Life.